# پاپاروییان
پاپاروییان (نام علمی: Podocopa) نام یک زیررده از رده صدفیان است.